# Bãi biển bão

Bãi biển bão ở vịnh Veantrow, đảo Shapinsay thuộc quần đảo Orkney, Scotland. Vệt tảo biển màu nâu trên bãi biển đánh dấu ngấn nước triều cao nhất.

Bãi biển bão là loại bãi biển chịu tác động trực tiếp của sóng và gió trong các cơn bão. Thường thì bãi biển bão hình thành từ vật liệu thô như đá cuội. Những cơn sóng và cơn gió mạnh thường phá huỷ các bãi biển này thành các địa hình hẹp và dốc. Kích cỡ của đá cuội trên bãi biển bão phân hoá từ nhỏ (gần mép nước) đến lớn (ở nơi cao nhất).